# Tennis de table aux Jeux du Commonwealth de 2010
Navigation
Édition précédente Édition suivante
Les compétitions de Tennis de table des Jeux du Commonwealth 2010 se sont déroulées du 4 octobre au 14 octobre 2010 à New Delhi en Inde.
Il y a huit épreuves, simples et doubles chez les hommes et les femmes, un double mixte et les compétitions par équipes hommes et femmes. Un simple pour athlète en fauteuil femmes est également disputé.

## Résultats
| Event                  | Or                                                               | Argent                                                                               | Bronze                                                                                          |
| ---------------------- | ---------------------------------------------------------------- | ------------------------------------------------------------------------------------ | ----------------------------------------------------------------------------------------------- |
| Simple messieurs       | Yang Zi                                                          | Gao Ning                                                                             | Sharath Kamal                                                                                   |
| Simple dames           | Feng Tianwei                                                     | Yu Mengyu                                                                            | Wang Yuegu                                                                                      |
| Double messieurs       | Inde Sharath Kamal Subhajit Saha                                 | Singapour Gao Ning Yang Zi                                                           | Angleterre Andrew Baggaley Liam Pitchford                                                       |
| Double dames           | Singapour Li Jiawei Sun Beibei                                   | Singapour Feng Tianwei Wang Yuegu                                                    | Inde Mouma Das Poulomi Ghatak                                                                   |
| Double mixte           | Singapour Wang Yuegu Yang Zi                                     | Singapour Feng Tianwei Gao Ning                                                      | Angleterre Joanna Parker Paul Drinkhall                                                         |
| Équipe hommes          | Singapour Cai Xiaoli Gao Ning Ma Liang Pang Xuejie Yang Zi       | Angleterre Andrew Baggaley Paul Drinkhall Darius Knight Liam Pitchford Daniel Reed   | Inde Sharath Kamal Amalraj Anthony Arputhraj Abiishek Ravichandran Soumyadeep Roy Subhajit Saha |
| Équipe dames           | Singapour Feng Tianwei Li Jiawei Sun Beibei Wang Yuegu Yu Mengyu | Inde Mouma Das Poulomi Ghatak Shamini Kumaresan Prabhu Mamata Madhurika Suhas Patkar | Malaisie Beh Lee Wei Chiu Soo Jiin Fan Xiao Jun Ng Sock Khim                                    |
| Dames fauteuil (TT1–5) | Kate Nwaka Oputa                                                 | Catherine Morrow                                                                     | Faith Chinenye Obiora                                                                           |

## Tableau des médailles
| Rang  | Nation     | Or | Argent | Bronze | Total |
| ----- | ---------- | -- | ------ | ------ | ----- |
| 1     | Singapour  | 6  | 5      | 1      | 10    |
| 2     | Inde       | 1  | 1      | 3      | 5     |
| 3     | Nigeria    | 1  | 0      | 1      | 2     |
| 4     | Angleterre | 0  | 1      | 2      | 3     |
| 5     | Australie  | 0  | 1      | 0      | 1     |
| 6     | Malaisie   | 0  | 0      | 1      | 1     |
| Total | Total      | 8  | 8      | 8      | 23    |